# Chris O'Neil
Christine O'Neil, detta Chris (Newcastle, 19 marzo 1956), è un'ex tennista australiana.

## Biografia
Chris O'Neil viene principalmente ricordata per la vittoria del singolare femminile agli Australian Open 1978 e nel 2021, a più di quarant’anni di distanza, risulta ancora l'ultima Australiana ad essere riuscita a vincere lo Slam di casa.

Per molti anni è stata l'unica tennista dell'era open ad aver vinto un torneo dello Slam senza essere una testa di serie, nel 2007 è riuscita la stessa impresa a Serena Williams sempre in Australia.

O'Neil fa parte anche della ristretta cerchia di giocatori che sono riusciti a vincere gli Australian Open Junior (nel 1973) e Senior.

Nel singolare oltre alla sorprendente vittoria in Australia non ha ottenuto grandi risultati, nel doppio femminile ha invece raggiunto per due volte la semifinale agli Australian Open, prima con Diane Evers e poi con Uschi Ulrich, e ha raggiunto i quarti di finale negli altri tre tornei dello Slam.

## Finali del Grande Slam

### Vinte (1)
| Anno | Torneo          | Avversario in finale | Punteggio |
| 1978 | Australian Open | Betsy Nagelsen       | 6-3, 7-6  |